# Erik Fisher
Pour les articles homonymes, voir Fisher.
Erik Fisher est un skieur alpin américain, né le 21 mars 1985 à Ontario, dans l'Oregon.

## Biographie
Fischer commence le ski au Bogus Basin, près de Boise à l'âge de trois ans.
Il prend le départ de ses premières courses FIS en 2001.
Aux Championnats du monde juniors 2005, à Bardonnèche, il gagne la médaille de bronze sur la descente.
Il fait ses débuts en Coupe du monde en novembre 2005 à Lake Louise. Il marque ses premiers points en décembre 2008 à la descente de Beaver Creek (22e). Deux semaines plus tard, il se classe septième de la descente de Val Gardena et enregistre le meilleur résultat de sa carrière.
Il est sélectionné pour les Championnats du monde 2009 où il ne termine aucune course et pour les Jeux olympiques d'hiver de 2010. Malheureusement pour lui, il se fracture la main quelques semaines avant la compétition et fait qu'il ne peut concourir.
En mars 2012, alors qu'il a obtenu deux douzièmes places en Coupe du monde un mois auparavant, il chute deux fois en compétition et doit se faire opérer du genou (ligaments croisés).
Lors de la saison 2013-2014, sur le retour, il signe notamment une 13e place à Val Gardena en descente, avant de prendre sa retraite sportive à l'issue de l'hiver.

## Palmarès

### Championnats du monde
| Édition / Épreuve         | Descente | Super combiné |
| ------------------------- | -------- | ------------- |
| Mondiaux 2009 Val d'Isère | Abandon  | Abandon       |

### Coupe du monde
- Meilleur classement général : 80e en 2009.
- Meilleur résultat sur une manche : 7e.

| Saison/Classement | Général | Général | Descente | Descente | Super G | Super G | Combiné | Combiné |
| Saison/Classement | Class.  | Points  | Class.   | Points   | Class.  | Points  | Class.  | Points  |
| ----------------- | ------- | ------- | -------- | -------- | ------- | ------- | ------- | ------- |
| 2009              | 80e     | 74      | 29e      | 63       | 42e     | 11      | -       | -       |
| 2010              | 89e     | 46      | 36e      | 34       | 43e     | 12      | -       | -       |
| 2011              | 147e    | 10      | 51e      | 10       | -       | -       | -       | -       |
| 2012              | 90e     | 54      | 34e      | 46       | -       | -       | 36e     | 8       |
| 2014              | 98e     | 30      | 37e      | 27       | 51e     | 3       | -       | -       |

### Championnats du monde junior
- Médaille de bronze de la descente en 2005.

### Coupe nord-américaine
- 2e du classement général en 2006 et 2007.
- Premier du classement de descente en 2007 et 2009
- Premier du classement de super G en 2006 et 2007.
- 9 victoires.

### Coupe d'Europe
- 1 victoire.